# تمثال جارودا ويسنو كينكانا
تمثال جارودا ويسنو كينكانا هو تمثال بطول 122 متر يقع في حديقة جارودا ويسنو كينكانا الثقافية،صمم التمثال ليكون أطول تمثال في إندونيسيا،افتتحه الرئيس الإندونيسي جوكو ويدودو في 22 سبتمبر 2018.